# Національний День Пам'яті Познанського Червня 1956 року
Національний День Пам'яті Познанського Червня 1956 року (пол. Narodowy Dzień Pamięci Poznańskiego Czerwca 1956) — польське свято, яке відповідно до рішення сейму щорічно відзначається 28 червня, починаючи з 2006 року. Цей день не є вихідний у Польщі.

## Значення дати
28 червня 1956 року вперше в історії Польської Народної Республіки на підприємствах Познані розпочався загальний страйк, учасники якого вийшли на вуличну демонстрацію. До безпосередніх економічних причин протесту доєдналися соціальні й політичні вимоги демонстрантів. Дії співробітників державного управління безпеки спровокували протестувальників на зворотні дії — мирна демонстрація перетворилася в дводенне повстання проти комуністичного режиму. Уряд із застосуванням військових підрозділів жорстоко придушив повстання — загинуло або вмерло від ран за різними даними від 57 до 100 і більше цивільних осіб, серед яких також були діти; сотні протестувальників були поранені.

## Ухвалення свята
21 червня 2006 року Сейм Республіки Польща прийняв постанову про встановлення дня 28 червня Національним Днем Пам'яті Познанського Червня 1956 року:
| У 50-у річницю Познанського Червня 1956 року Сейм Республіки Польща прагне віддати данину героям, чия мужність і патріотизм стали наріжним каменем наступних антикомуністичних спалахів у Польщі. П'ятдесят років тому вибухнули — в ім'я боротьби за свободу, хліб і справедливість — протести і страйки робітників заводу Цеґельського й багатьох інших підприємств Познані. Вони перетворились у збройні виступи проти тодішньої влади. Цей спалах, хоч криваво придушений військами і танками, приніс моральну перемогу, яка відбилася широкою луною в Польщі та поза її межами. Поляки зберегли в пам'яті ті події, на ґрунті яких виросли не тільки зміни жовтня 56-го, але й Грудень 70-го та Серпень 80-го. Сьогодні у вільній і незалежній Польщі ми зобов'язані пам'яттю і вдячністю людям Червня 56-го. Сейм Республіки Польща оголошує день 28 червня Національним Днем Пам'яті Познанського Червня 1956 року. Сейм Республіки Польща віддає данину поваги тим, хто мав мужність протистояти злу і боротися за вільну, незалежну і справедливу Польщу. Оригінальний текст (пол.) W 50. rocznicę Poznańskiego Czerwca 1956 Sejm Rzeczypospolitej Polskiej pragnie oddać hołd bohaterom, których odwaga i patriotyzm stały się kamieniem węgielnym późniejszych antykomunistycznych zrywów w Polsce. Pięćdziesiąt lat temu wybuchły — w imię walki o wolność, chleb i sprawiedliwość — protesty i strajki robotników Zakładów Cegielskiego i wielu innych miejsc pracy Poznania. Przerodziły się one w zbrojne wystąpienie przeciwko ówczesnej władzy. Zryw ten, choć krwawo stłumiony z użyciem wojska i czołgów, przyniósł zwycięstwo moralne, które odbiło się szerokim echem w Polsce i poza Jej granicami. Polacy przechowali w pamięci te wydarzenia, na gruncie których wyrosły nie tylko przemiany października '56, ale i Grudzień '70, i Sierpień '80. Dziś w wolnej, niepodległej Polsce winni jesteśmy ludziom Czerwca '56 pamięć i wdzięczność. Sejm Rzeczypospolitej Polskiej ogłasza dzień 28 czerwca Narodowym Dniem Pamięci Poznańskiego Czerwca 1956. Sejm Rzeczypospolitej Polskiej składa hołd tym, którzy mieli odwagę sprzeciwić się złu i walczyć o wolną, niepodległą i sprawiedliwą Polskę. |

## Святкування

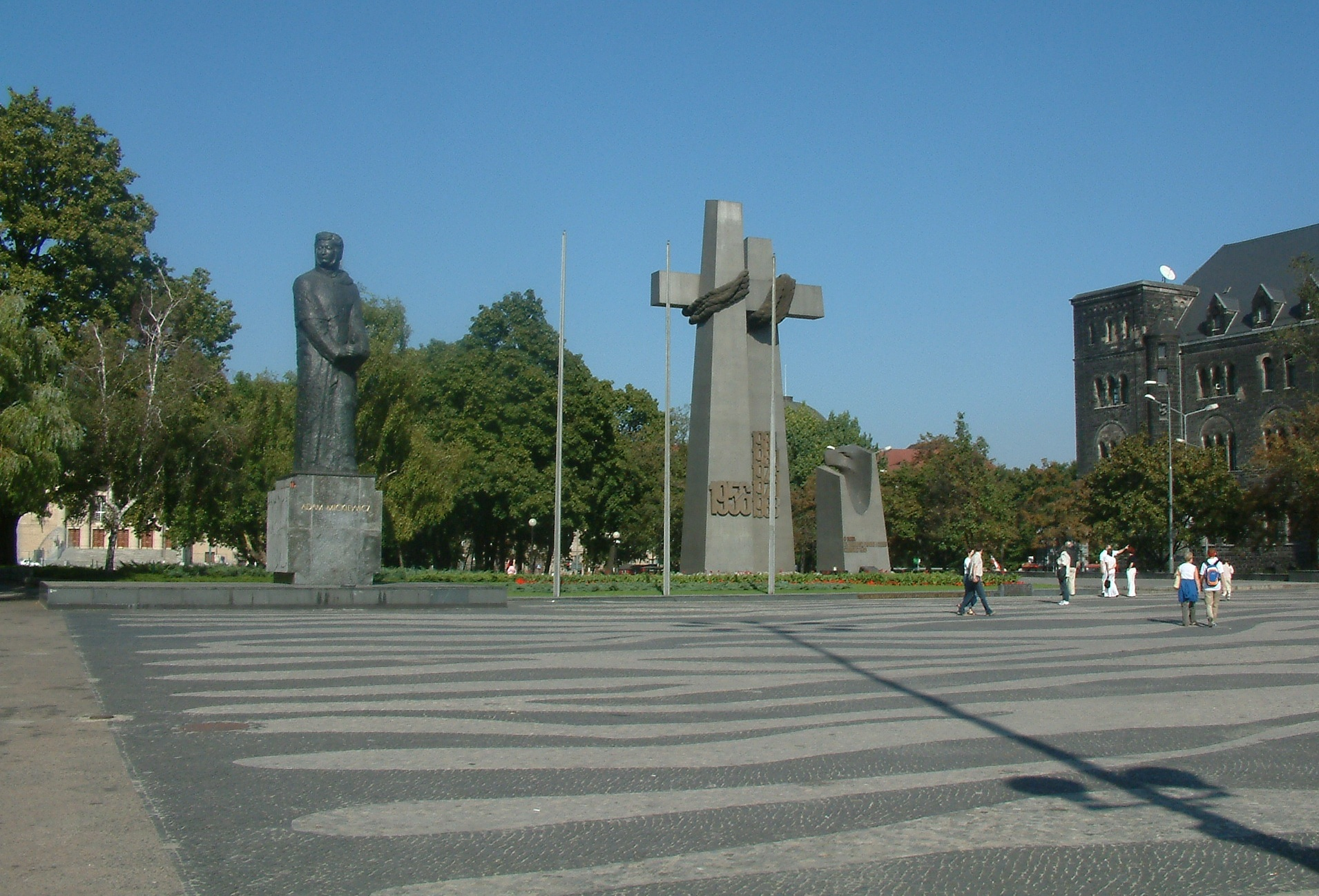
Площа Адама Міцкевича, Познань

Перші святкові урочистості на честь героїв робітничого повстання відбулись у Познані 28 червня 2006 року, у 50-ту річницю Червневих протестів. Урочисті заходи розпочались о шостій годині ранку на заводі Цеґельського, де 50 років до того в той же день і час під звуки сирен робітники заводу оголосили про початок страйку. На площі Адама Міцкевича перед пам'ятником Жертвам Червня 1956 року архієпископ Станіслав Гондецькій провів святу месу. На урочистості до Познані завітали президенти 5 країн: Польщі — Лех Качинський, Німеччини — Горст Келер, Чехії — Вацлав Клаус, Словаччини — Іван Гашпарович і Угорщни — Ласло Шойом, кожний з яких виступив з промовою, присвяченою тим визначним подіям. Крім глав європейських держав на площі Міцкевича були присутні прем'єр-міністр Польщі Казімєж Марцинкевич, маршали Сейму і Сенату, керівники парламентських фракцій, посли іноземних держав, президенти і мери польських міст, мери міст-побратимів, гості з Білорусі та Угорщини, почесні та заслужені громадяни Познані, представники церкви, профспілок і ветеранських організацій, а також тисячі жителів та гостей міста. У святковій церемонії брали участь перший президент посткомуністичної Польщі Лех Валенса і останній президент Польщі у вигнанні Ришард Качоровський. Присутні віддали данину поваги учасникам Познанських протестів 1956 року.